# Interšped Subotica
Interšped Subotica (code BELEX : ITSP) est une entreprise serbe qui a son siège social à Kragujevac. Elle travaille dans le secteur du transport et de la logistique.

## Historique
Interšped Subotica a été admise au marché non réglementé de la Bourse de Belgrade le 8 mars 2007.

## Données boursières
Le 6 juin 2014, l'action d'Interšped Subotica valait 420 RSD (3,63 EUR). Elle a connu son cours le plus élevé, soit 1 440 RSD (12,45 EUR), le 21 mai 2007 et son cours le plus bas, soit 299 RSD (2,58 EUR), le 27 août 2009.
Le capital d'Interšped Subotica est détenu à hauteur de 35,19 % par l'Akcionarski fond Beograd, 21,33 % par d.o.o. Wellas et 14,88 % par Servismont d.o.o..